# Grigory Mikhailovich Pozhenyan
Grigory Mikhailovich Pozhenyan (tiếng Nga: Григо́рий Миха́йлович Поженя́н), 20 tháng 9 năm 1922 – 20 tháng 9 năm 2005 – Nhà văn, nhà thơ Nga – Xô Viết, người hai lần đoạt Giải thưởng Nhà nước Liên bang Nga.

## Tiểu sử
Grigory Pozhenyan sinh tại thành phố Kharkov (nay là Cộng hòa Ukraina). Bố là giám đốc một Viện nghiên cứu, người Armenia, mẹ là bác sĩ người Do Thái.
Năm 1939 tốt nghiệp trung học phổ thông và gia nhập quân đội, phục vụ tại Hạm đội Hắc hải. Pozhenyan tham gia chiến đấu từ ngày đầu tiên của Chiến tranh Vệ quốc trong đội biệt kích chuyên phá hoại các cây cầu để cản đường tiến quân của Phát xít Đức. Tháng 8 năm 1941, một nhóm biệt kích dưới sự chỉ huy của Pozhenyan đã dũng cảm chiếm được trạm cấp nước của quân Đức để cung cấp nước cho thành phố Odessa. Hầu hết các thành viên của nhóm đã hy sinh, Pozhenyan bị thương nhưng sau đó người ta tưởng là ông đã hy sinh nên trong bảng tưởng niệm sau này đặt trên đường Pauster ở thành phố Odessa có ghi tên ông.
Grigory Pozhenyan bắt đầu làm thơ từ những năm tháng chiến tranh. Năm 1946 ông vào học trường Viết văn Maxim Gorky và tốt nghiệp năm 1952. Năm 1955 in quyển thơ đầu tay với tên gọi “Gió từ biển cả”.
Grigory Pozhenyan là tác giả lời của 50 bài hát. Rất nhiều bài trong số này đã trở thành những bài hát nổi tiếng như: “Đôi bờ” (Два берега), “Bài ca về người bạn” (Песня о друге) vv… Ông tham gia dựng 4 bộ phim: “Khát” (Жажда - 1959), Không bao giờ cả” (Никогда - 1962), “Giã biệt” (Прощай - 1966), “Tàu đi về tháng Tám xa xôi” (Поезд в далёкий август - 1971) và là đạo diễn của phim “Giã biệt”.
Ngoài thơ và kịch bản phim, ông còn là tác giả của một số tác phẩm văn xuôi.
Đối với bạn đọc Việt Nam thì từ lâu bài hát “Đôi bờ” đã chinh phục biết bao con tim đang yêu bởi giai điệu mượt mà, thiết tha mà say đắm. Mặc dù lời dịch có phần chưa thể hiện đúng tình cảm của cô gái trong một tình yêu có phần tuyệt vọng vì những cách trở nào đấy nhưng một khi người ta đã yêu thì khó có bản dịch nào khác có thể thay thế. Vì rằng, nói như Moses Saphir, thì bản dịch thơ (mà đặc biệt là dịch lời của bài hát) cũng giống như phụ nữ vậy, nếu đẹp thì không chung thủy, mà nếu chung thủy thì không đẹp.
Grigory Pozhenyan mất tại Moskva ngày 20 tháng 9 năm 2005, trong ngày sinh nhật lần thứ 83 của mình.

## Tác phẩm thơ
- Gió từ biển cả (Ветер с моря, 1955)
- Biển Stepkino (Степкино море, 1963)
- Ba mươi năm sau (Тридцать лет спустя, 1971)
- Ngôi nhà mùa đông (Зимний дом, 1975)
- Thơ tuyển (Избранное, 1978)
- Giã từ biển cả (Прощание с морями, 1990)

## Một số bài thơ
| Два берега Ночь была с ливнями - И трава в росе... Про меня - "счастливая!" Говорили все. И сама я верила Сердцу вопреки: Мы с тобой два берега У одной реки. Утки все парами, Как с волной волна. Все девчата с парнями, Только я одна. Все ждала и верила Сердцу вопреки: Мы с тобой два берега У одной реки. Ночь была. Был рассвет Словно тень крыла. У меня другого нет. Я тебя ждала. Все ждала и верила Сердцу вопреки: Мы с тобой два берега У одной реки. Песня о друге Если радость на всех одна, На всех и беда одна. Море встаёт за волной волна, А за спиной спина. Здесь, у самой кромки бортов, Друга прикроет друг. Друг всегда уступить готов Место в шлюпке и круг. Его не надо просить ни о чём, С ним не страшна беда. Друг мой - третье моё плечо - Будет со мной всегда. Ну, а случится, что он влюблён. А я на его пути, Уйду с дороги. Таков закон: Третий должен уйти. Нужно, чтоб кто-то кого-то любил… Нужно, чтоб кто-то кого-то любил. Это наивно, и это не ново. Не исчезай, петушиное слово. Нужно, чтоб кто-то кого-то любил. Нужно, чтоб кто-то кого-то любил: толстых, худых, одиноких, недужных, робких, больных - обязательно нужно, нужно, чтоб кто-то кого-то любил. Лось возвращенье весны протрубил, ласточка крылья над ним распластала. Этого мало, как этого мало. Нужно, чтоб кто-то кого-то любил. Чистой воды морякам под килем, чистого неба летающим в небе. Думайте, люди, о боге, о хлебе, но не забудьте, пока мы живем: нет раздвоенья у супертурбин, нет у земли ни конца, ни начала. Мозг человеческий - как это мало. Нужно, чтоб кто-то кого-то любил. | Đôi bờ Đêm qua trời mưa dông Cỏ hoa sương đẫm ướt… Thiên hạ vẫn nói rằng: Em là người hạnh phúc. Em tin, chẳng nghi ngờ Dù con tim lần lữa: Anh và em – đôi bờ Mà dòng sông ở giữa. Bay từng đôi – bầy chim Như sóng kề sóng khác. Người có đôi có cặp Riêng em chỉ một mình. Nhưng em đợi, em tin Dù con tim lần lữa: Anh và em – đôi bờ Mà dòng sông ở giữa. Đêm qua. Rồi bình minh Như bóng câu bay vút. Chẳng còn yêu ai khác Em vẫn đợi chờ anh. Vẫn đợi và vẫn tin Dù con tim lần lữa: Anh và em – đôi bờ Mà dòng sông ở giữa. Bài ca về người bạn Nếu mọi niềm vui đều giống nhau Và cả mọi nỗi đau cũng giống. Sóng kề bên sóng Lưng kề lưng nhau. Ở đây, bên mép mạn con tàu Bạn bè với nhau che chở Bạn là sẵn sàng nhường chỗ Trong thuyền nhỏ và phao. Và chẳng cần xin hỏi gì đâu Với bạn không sợ gì tai họa. Bạn là bờ vai thứ ba – và sẽ Luôn cùng tôi. Mãi mãi bên nhau. Còn nếu như bạn tôi đang yêu Mà tôi lại cũng yêu người ấy Thì tôi sẽ sang đường. Luật là như vậy: Kẻ thứ ba đành phải ra đi. Cần để cho một ai đấy yêu ai Cần để cho một ai đấy yêu ai. Thật ngây thơ, xưa như Trái Đất này Đừng biến mất, những lời kỳ diệu Cần để cho một ai yêu ai đấy Cần để cho một ai đấy yêu ai: Người kháu khỉnh, cô đơn, người béo, người gầy Người rụt rè, người ốm đau – cần lắm Cần để cho một ai đấy yêu ai. Nai sừng tấm kêu lên để gọi xuân về Và con én giang cánh trên cao ấy. Nhưng điều này thật vô cùng ít ỏi. Cần để cho một ai đấy yêu ai. Hãy dành cho thủy thủ dòng nước sáng ngời Và bầu trời xanh cho những gì bay trong đó. Hãy nghĩ về bánh mì, nghĩ về Thượng đế Nhưng một khi ta còn sống trên đời: Cái ống siêu hình kia không thể chia đôi Mặt đất này chẳng có đầu có cuối. Mà đầu óc con người – thật là ít ỏi. Cần để cho một ai đấy yêu ai. |

Bản dịch của Nguyễn Viết Thắng